# Daniel Kaluuya
Daniel Kaluuya (Londres, 24 de fevereiro de 1989) é um ator e roteirista britânico, mais conhecido por interpretar Chris Washington no filme Corra! (2017) e Fred Hampton no filme Judas and the Black Messiah, papel pelo qual recebeu aclamação da crítica e lhe rendeu uma vitória no Globo de Ouro, SAG, ao BAFTA, ao Critics' Choice Movie Awards e seu primeiro Oscar..
Kaluuya nasceu em Londres, filho de imigrantes ugandeses. Ele foi criado por sua mãe junto com uma irmã mais velha. Seu pai morava em Uganda e raramente visitava.
Kaluuya começou sua carreira como adolescente no teatro de improvisação. Ele apareceu posteriormente nas duas primeiras temporadas da série de televisão britânica Skins, a qual também co-escreveu. Apareceu em um episódio da série Black Mirror. Em 2018, ele interpretou W'Kabi no filme Black Panther, do Universo Cinematográfico Marvel.

## Carreira

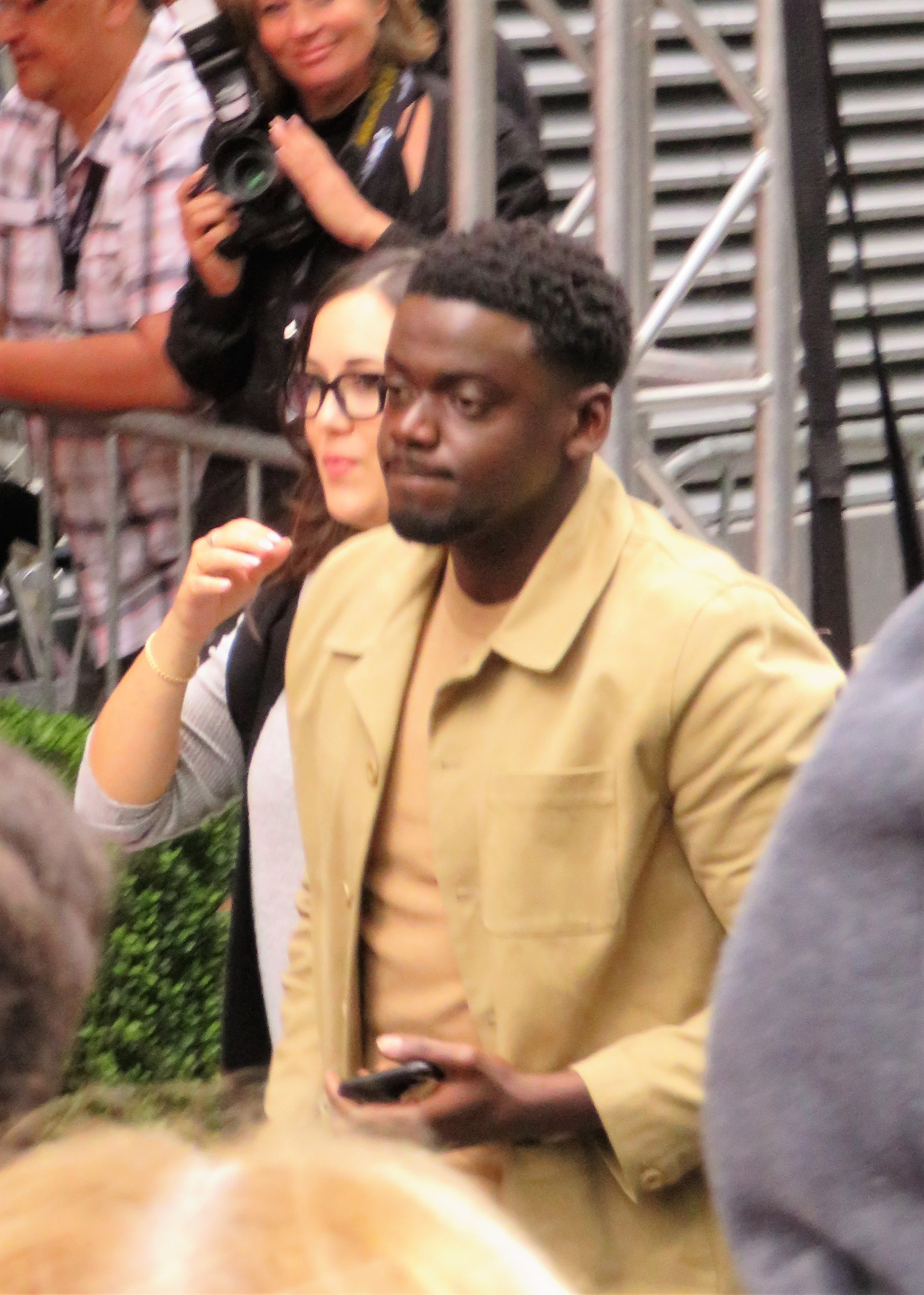
Daniel Kaluuya na conferência de imprensa de As Viúvas, no Toronto Film Festival 2018.

Vindo de uma família de Uganda, Kaluuya estudou teatro desde tenra idade no St Aloysius College.
Ele começou como ator dramático na televisão no início de 2006. Ele teve inúmeras participações na televisão em séries britânicas como Silent Witness, Doctor Who, Psychoville e The Fades.
Em 2011, ele participou com Rowan Atkinson no filme de comédia Johnny English Reborn. Em 2015, ele foi visto no papel de Reggie Wayne em Sicario, um filme dirigido por Denis Villeneuve.
Em 2017, ele estrelou como Chris Washington no filme de terror Get Out, junto com Allison Williams, Catherine Keener e Bradley Whitford. Graças a este filme, Kaluuya ganhou um  MTV Movie & TV Awards de melhor ator.

## Filmografia
| Ano  | Título                         | Papel                | Notas |
| ---- | ------------------------------ | -------------------- | --- |
| 2006 | Shoot the Messenger            | Reece                | |
| 2006 | The Whistleblowers             | School Bully         | |
| 2007 | Much Ado About a Minor Ting    | Shocker              | |
| 2007 | Comedy: Shuffle                | Dean                 | |
| 2007 | Skins                          | Posh Kenneth         | |
| 2008 | That Mitchell and Webb Look    | Dancing Speedo Kid   | |
| 2008 | Delta Forever                  | Roger                | |
| 2008 | Cass                           | Cass                 | |
| 2008 | Silent Witness                 | Errol Harris         | |
| 2009 | Doctor Who                     | Barclay              | |
| 2009 | Lewis                          | Declan               | |
| 2009 | That Mitchell and Webb Look    | Estudante            | |
| 2009 | The Philanthropist             |                      | |
| 2009 | Down the Line                  |                      | |
| 2009 | Psychoville                    | Michael Fry          | |
| 2010 | Chatroom                       | Mo                   | |
| 2010 | Baby                           | Damon                | |
| 2010 | Happy Finish (Comedy Lab)      | Vários personagens   | |
| 2010 | Harry and Paul                 | Parking Pataweyo     | |
| 2011 | Micah (Coming Up)              | Micah                | |
| 2011 | The Fades                      | Mac                  | |
| 2011 | Johnny English Reborn          | Special Agent Tucker | |
| 2011 | Black Mirror                   | Bing                 | |
| 2012 | Beginning                      | Stanley              | |
| 2013 | Jonah                          | Mbwana               | |
| 2013 | Welcome to the Punch           | Juka                 | |
| 2013 | Kick-Ass 2                     | Black Death          | |
| 2014 | Babylon                        | Matt Coward          | |
| 2015 | Sicario                        | Reggie Wayne         | |
| 2017 | Get Out                        | Chris                | Indicações Oscar de Melhor Ator Principal BAFTA de melhor principal Globo de Ouro de Melhor Ator em Musical ou Comédia Screen Actors Guild Awards de Melhor Ator Principal Screen Actors Guild Awards de Melhor Elenco - Cinema Seattle Film Critics Awards de Melhor Ator Principal Broadcast Film Critics Association Award de Melhor Ator Principal Independent Spirit Awards de Melhor Ator Principal Gotham Awards de Melhor Ator Principal Houston Film Critics Society de Melhor Ator Principal London Critics Circle Film Awards de Melhor Ator Principal MTV Movie Awards de Melhor Ator Principal MTV Movie Awards Next Generation MTV Movie Awards Melhor Duo North Texas Film Critics Association de Melhor Ator Principal Phoenix Critics Circle de Melhor Ator Principal San Francisco Film Critics Circle de Melhor Ator Principal St. LouisFilm Critics Association de Melhor Ator Principal Washington DC Area Film Critics Association de Melhor Ator Principal Prêmios Boston Society of Film Critics Awards de Melhor Ator Principal |
| 2018 | Black Panther                  | W'Kabi               | |
| 2018 | Widows                         | Jatemme Manning      | |
| 2019 | Queen & Slim                   | Slim                 | |
| 2022 | Nope                           | OJ Haywood           | |
| 2022 | Black Panther: Wakanda Forever | W'Kabi               | |

## Teatro
| Ano  | Título                             | Personagem    |
| ---- | ---------------------------------- | ------------- |
| 2016 | Blue/Orange, de Joe Penhall        | Christopher   |
| 2010 | Sucker Punch, de Roy Williams      | Leon Davidson |
| 2008 | Oxford Street, de Levi David Addai | Garoto        |